# Abrázame muy fuerte
Abrázame muy fuerte è un brano musicale del cantante messicano Juan Gabriel, pubblicato nel 2000 come secondo singolo estratto dall'omonimo album, e ripubblicato nel 2015 in versione duetto con la cantante italiana Laura Pausini come singolo estratto dall'album Los Dúo.

## Abrázame muy fuerte 2000
La versione originale del brano, prodotta e arrangiata da Bebu Silvetti, si è posizionata al numero uno nella classifica Billboard Top Latin Songs chart e Gabriel ha ricevuto tre Billboard Latin Music Awards per la canzone. Il brano è stato anche premiato come Pop Song of the Year ai Lo Nuestro Awards 2002.

### Tracce
1. Abrázame muy fuerte

### Colonna sonora
Nel 2000, Abrázame Muy Fuerte è stata utilizzata come tema principale per la telenovela messicana Abrázame Muy Fuerte, con Victoria Ruffo, Aracely Arámbula e Fernando Colunga.

## Cover 2010
Nel 2010, il cantautore portoricano-americano Marc Anthony ha registrato una cover della canzone per il suo album Iconos.

## Abrázame muy fuerte 2015
Nel 2015, Gabriel ripubblica il brano, in una versione duetto con Laura Pausini, inclusa nell'album Los Dúo, pubblicato il 10 febbraio 2015., e distribuita come singolo il 13 gennaio 2015 in America Latina. Il videoclip viene pubblicato il 6 febbraio 2016.

### Tracce
1. Abrázame muy fuerte (duetto con Laura Pausini)